# 索利塔
索利塔是哥倫比亞的城鎮，位於該國南部，由卡克塔省負責管轄，始建於1981年，面積約1,827平方公里，2005年人口7,397，人口密度每平方公里4.05人。
0°52′N 75°39′W / 0.867°N 75.650°W